# Denyse Tontz
Denyse Tontz (ur. 17 września 1994 w San Diego) – amerykańska aktorka, piosenkarka i tancerka znana głównie z roli Jenniferki 1 w serialu Big Time Rush emitowanym przez stację Nickelodeon.

## Filmografia
| Telewizja / filmy | Telewizja / filmy             | Telewizja / filmy          | Telewizja / filmy                             |
| Rok               | Tytuł                         | Rola                       | Nota                                          |
| ----------------- | ----------------------------- | -------------------------- | --------------------------------------------- |
| 2006              | Pentagon: Sektor E            | Księżniczka Gabrielle      | Telewizyjny Debiut                            |
| 2007              | Ostatni dzień lata            | Alice Keefe                | Filmowy Debiut                                |
| 2008              | Pies na wagę diamentów        | Meagan Todd                |                                               |
| 2009              | The Perfect Sleep             | Młoda Porphyria            |                                               |
| 2009-2013         | Big Time Rush                 | Jenniferka #1              |                                               |
| 2011              | The Nine Lives of Chloe King  | Vanessa                    | "Responsible" (sezon 1, odcinek 9)            |
| 2011              | Jak ja nie znoszę mojej córki | Snobistyczna Dziewczyna    | odcinek: "Pilot"                              |
| 2012              | Taniec rządzi                 | Gloria de Leon             | "Weird It Up!" (sezon 2, odcinek 17)          |
| 2012-2013         | Para królów                   | Dziewczyna z rodu Tarantul | 2 odcinki                                     |
| 2012-2014         | Blog na cztery łapy           | Nikki Ortiz                | rola gościnna                                 |
| 2013              | Wszystkie moje dzieci         | Miranda Montgomery         | główna rola                                   |
| 2014              | Workaholics                   | Kim                        | "Beer Heist" (sezon 4, odcinek 48)            |
| 2014              | Melissa i Joey                | Layla                      | "Accidents Will Happen" (sezon 3, odcinek 31) |
| 2014              | Kości                         | Alice Kelly                | "The Geek in the Guck" (sezon 10, odcinek 4)  |
| 2015              | Earthfall                     | Rachel Lannon              | film telewizyjny                              |
| 2016              | The Fosters                   | Cortney                    | rola gościnna                                 |